# Leptostylus viriditinctus
Leptostylus viriditinctus là một loài bọ cánh cứng trong họ Cerambycidae.